# Jurij Amartol
Jurij Amartol (srednjeveško grško Γεώργιος Ἁμαρτωλός, latinizirano: Geórgios Amartolós, dob. 'Jurij Grešnik') je bil konstantinopelski menih in avtor zelo pomembne kronike. Živel in ustvarjal je v 9. stoletju v času bizantinskega cesarja Mihaela III. (vl. 842–867). Amartol je vzdevek, ki si ga je dal sam v naslovu svojega dela Obsežna kronika različnih kronistov in tolmačev, ki jo je zbral in uredil Jurij, grešnik (ὐπὸ Γεωργίου ἁμαρτωλοῦ). Vzdevek je bil pogost med grškimi menihi. Karl Krumbacher, nemški učenjak iz 19. stoletja, je protestiral proti uporabi tega vzdevka kot imena in predlagal in tudi uporabljal ime Jurij Menih (grško Γεώργιος Μοναχός, Geórgios Monahós). 
O njem ni znanega skoraj nič, razen dokazov o njegovem delu o obdobju, v katerem je živel. V predgovoru Kronike govori o Mihaelu III. kot vladajočemu cesarju Bizantinskega cesarstva in sebi kot menihu.

## Kronika
Kronika ima štiri knjige. Prva obravnava profano zgodovino od  Adama do Aleksandra Velikega, druga zgodovino Stare zaveze, tretja rimsko zgodovino od Julija Cezarja do Konstantina, četrta pa rimsko zgodovino do avtorjevega časa, se pravi do smrti cesarja Teofila (842), čigar vdova Teodora II. je še isto leto obnovila čaščenje ikon. Kronika je potencialno edina izvirna sodobna kronika za leta 813–842. Druga je, odvisno od datiranja, Scriptor Incertus neznanega pisca Leona Armenca. Armatolova Kronika je zato nepogrešljiv vir podatkov, vendar samo za sodobne dogodke. Ostali del Kronike je zanimiv le kot primer tem in vprašanj, ki so najbolj zanimala bizantinske menihe. 
Amartol v predgovoru Kronike opisuje svoj ideal in načela. Za pisanje je uporabljal starogrške in novogrške vire in si prizadeval povedati predvsem  koristne in potrebne stvari in strogo upošteval resnico, namesto da bi poskušal ugajati bralcu z umetniškim pisanjem v aktualnem slogu. Iz obilnega gradiva je izbral samo tisto, kar je najbolj uporabno in potrebno in pravzaprav razpravljal o vprašanjih, ki so se cerkvenim osebam v Konstantinoplu v 9. stoletju zdela najbolj koristna in potrebna. Veliko je pobožnih razmišljanj in teoloških ekskurzov. Piše tudi o tem, kako so si izmislili idole, izvoru menihov, veri Saracenov in še posebej o ikonoklazmu, ki se je pravkar končal. Kot vsi menihi je sovražil ikonoklaste. Silovitost, s katero govori o njih, kaže, da je bil  spomin na dogodke še svež. 
Prva knjiga obravnava osupljivo raznoliko zbirko oseb - Adama, Nimruda, Perzijce, Kaldejce, Brahmane, Amazonke in druge. V drugi knjigi trdi, da se ukvarja le z biblijsko zgodovino, vendar ima veliko povedati o Platonu in filozofih na splošno. Amartol je svojo Kroniko zaključil z letnico 842, kar potrjuje kolofon v večini rokopisov. 

## Nadaljevanja
Različni avtorji, med njimi predvsem Simeon Logotet, ki je verjetno Simeon Metafrast, slavni pisec življenj svetnikov iz 10. stoletja, so nadaljevali Armatolovo zgodovino, najdlje do leta 948. V teh dodatkih so verska vprašanja potisnjena v ozadje. Več pozornosti je namenjene politični zgodovini. Manj vredna nadaljevanja segajo do leta 1143. 
Amartolovo delo ima kljub njegovim surovim idejam in silovitemu sovraštvu do ikonoklastov, zaradi katerega je do njih vedno krivičen,  pomembno vrednost za zgodovino zadnjih let pred Fotijevim ikonoklazmom. Arsen Ikaltoeli je Kroniko kmalu prevedel v cerkvenoslovanščino in  gruzinščino. V teh različicah je Kronika postala vir  za vse zgodnjeslovanske zgodovinarje, predvsem za Nestorja Letopisca. Izvirno Kroniko so kot zelo priljubljeno in široko čitano knjigo z veliko naklado anonimni pisarji nenehno na novo urejali, popravljali in preurejali, tako da je rekonstrukcija izvirnika "eden najtežjih problemov bizantinske filologije" (Krumbacher, 355).